# Tuligłowy (województwo podkarpackie)

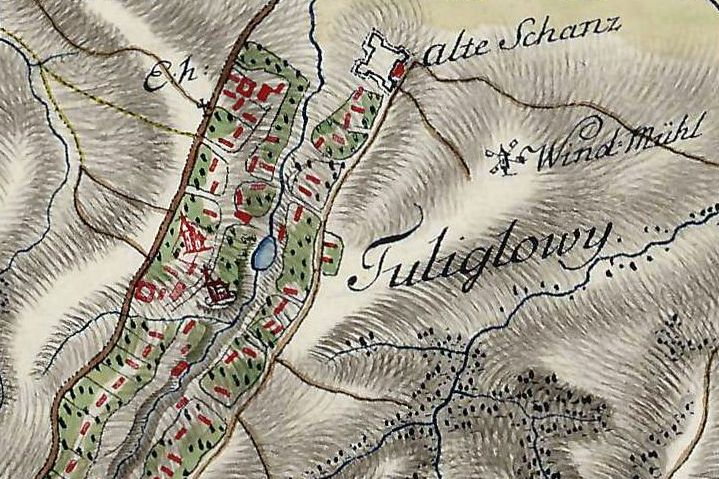
Tuligłowy, mapa wojskowa z roku 1772

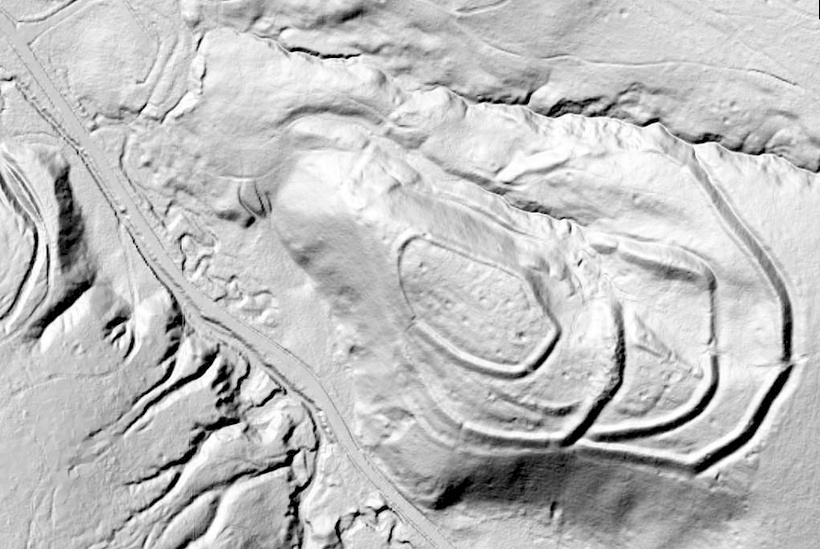
Borusz, grodzisko

Tuligłowy – wieś w Polsce położona w województwie podkarpackim, w powiecie jarosławskim, w gminie Rokietnica. Położona na północnym skraju Pogórza Dynowskiego w odległości 19 km na południe od Jarosławia.
Wieś szlachecka, własność Stanisława Derszniaka, położona była w 1589 roku w ziemi przemyskiej województwa ruskiego.
W II Rzeczypospolitej znajdowała się w powiecie jarosławskim województwa lwowskiego.
W latach 1975–1998 miejscowość administracyjnie należała do województwa przemyskiego.

## Części wsi
| SIMC    | Nazwa                  | Rodzaj    |
| ------- | ---------------------- | --------- |
| 0610336 | Dolna Część            | część wsi |
| 0610342 | Górna Część            | część wsi |
| 0610359 | Małe Tuligłowy         | część wsi |
| 0610365 | Parcelacja Tuligłowska | część wsi |
| 0610371 | Pod Lasem              | część wsi |

## Historia
Rejon Tuligłów zamieszkany był już w okresie średniowiecza. W źródłach pisanych wieś pojawia się w początkach XIV w. Pierwszy drewniany kościół zbudował właściciel, Mikołaj Mzurowski w 1393 r., a w 1396 r. erygowana była parafia. Według tradycji, w przybyli tutaj uchodzący przed Tatarami mieszkańcy Kudryniec na Podolu. W tym zacisznym miejscu udało im się wreszcie „przytulić głowy”. Najcenniejszym przedmiotem, jaki przynieśli ze sobą był obraz Matki Boskiej Niepokalanego Poczęcia, pochodzący z kudrynieckiego zamku.
Na wzgórzu, 2 km na południe od wsi zlokalizowane jest wczesnośredniowieczne grodzisko „Borusz” z IV w. n.e., jedno z lepiej zachowanych założeń obronnych. Na wierzchowinie oraz na zboczach wzniesienia zachował się czytelny układ wałów i fos obronnych, obejmujących gród i podgrodzie. Podczas prowadzonych prac archeologicznych odnaleziono tu resztki chat oraz liczne elementy wyposażenia. Według legend jest to wzgórze czarownic, na którym spoczywają uśpione wiedźmy z dawnych czasów.
W dolnej, wschodniej części wsi zachowały się obwarowania obronne z XVII w. Nie znaleziono żadnych przekazów w źródłach, jakie było przeznaczenie obiektu i kto go zbudował. Jedna z teorii głosi, że warownię i drewniany dwór obronny zbudowali Krasiccy po najeździe tatarskim w 1624 r. Według miejscowej legendy było to miejsce schronienia chłopów na czas wojen. Ponoć chronili się tam przed Tatarami i Szwedami chłopi wraz z bydłem oraz panowie z pobliskiego folwarku. Zachowane do dziś wały mają wysokość do 4 m a bastiony do 7 m. Wały otaczały niegdyś kwadratowy majdan o boku 75 m. 6-metrowa przerwa w kurtynie północnej wskazuje na istnienie w tym miejscu bramy wjazdowej.

## Kościół
Pośrodku wsi, na zboczu doliny znajduje się kościół parafialny pw. św. Mikołaja Biskupa i zespół poklasztorny, zbudowane w latach 1768–1770. W ołtarzu głównym kościoła umieszczony jest słynący łaskami obraz M.B. Niepokalanego Poczęcia. Obraz o cechach bizantyńskich namalowany jest na desce lipowej i pochodzi z końca XV w. Obraz koronowany został w 1909 a Tuligłowy należą do licznie odwiedzanych sanktuariów maryjnych w Polsce. Parafia w Tuligłowach jest prowadzona przez księży Michalitów.

## Osoby związane z miejscowością
- Bronisław Błocki (ur. 1857 w Tuligłowach[10], zm. w 1919 we Lwowie) – polski botanik, profesor Wyższej Szkoły lasowej we Lwowie[11].
- Janina Fetlińska (1952–2010) – senator VI i VII kadencji